# Niżniaja Dubrowka (obwód smoleński)
Niżniaja Dubrowka (ros. Нижняя Дубровка) – wieś (ros. деревня, trb. dieriewnia) w zachodniej Rosji, w osiedlu wiejskim Diwasowskoje rejonu smoleńskiego w obwodzie smoleńskim.$$

## Geografia
Miejscowość położona jest nad rzeką Olszanką i jeziorem Olsza, 0,7 km od drogi regionalnej 66K-11 (Niżniaja Dubrowka – Michajlenki), 0,5 km od drogi magistralnej M1 «Białoruś», 8 km od drogi federalnej R120 (Orzeł – Briańsk – Smoleńsk – Witebsk), 8 km od centrum administracyjnego osiedla wiejskiego (Diwasy), 15,5 km od Smoleńska, 7 km od najbliższego przystanku kolejowego 430 km.
W granicach miejscowości znajduje się ulica Rakitnaja (5 posesji).

## Demografia
W 2016 r. miejscowość zamieszkiwało 18 osób.

## Historia
W czasie II wojny światowej od lipca 1941 roku miejscowość była okupowana przez hitlerowców. Wyzwolenie nastąpiło we wrześniu 1943 roku.